# 景観法
景観法（けいかんほう、平成16年6月18日法律第110号）は、景観に関する日本の法律である。
2004年6月18日に公布された。同時に公布された景観法の施行に伴う関係法律の整備等に関する法律、都市緑地保全法等の一部を改正する法律と合わせて「景観緑三法」と呼ばれる。

## 背景
日本では高度成長期以降、全国どこへ行っても地域全体の調和・美観・伝統を軽視した住宅やビル、工場、護岸などの建築物・構造物が次々に建てられ、街並みや自然景観から調和や地域ごとの特色が失われていった。良好な景観や環境を求めるよりも、経済性が優先され、建築基準法や都市計画に違反しない限りどのような形態の建築物でも建てることができる「建築自由の国」と揶揄される状況になっていた。
その結果、長い年月をかけて形成された伝統と風格と調和のある街並みが都市を含む各地に残っているヨーロッパなど諸外国と比べて、無秩序でみすぼらしいといわれる今日の状況に至った。一方で、各地で高層マンションの建設などをきっかけにしたトラブルや屋外広告の氾濫などによって景観の価値に対する意識が次第に高まっていった。
一部の地方自治体では地域住民の要望に応え、景観条例を定めていた（景観法制定前に約500団体）が、法令の委任に基づかない自主条例のため強制力がなく、建築確認の際に必ずしも従う必要はなかった。
1990年代頃から、ようやく国土交通省も自らが発注する公共工事において景観に対する配慮・調和を重視するようになり、さらに「美しい国づくり政策大綱」を策定し（2003年〈平成15年〉7月）、景観法が2004年（平成16年）6月に公布された。
2005年（平成17年）6月1日景観法が全面施行され、景観行政団体である地方自治体が定める景観条例（法委任条例）は、景観法を背景に、景観問題に対して大きな役割を果たすことも可能になった。景観法自体が直接に景観を規制する訳ではなく、地方自治体の景観に関する計画や条例、それに基づいて地域住民が締結する景観協定に、実効性・法的強制力をもたせようとするものである。

## 目的
「この法律は、日本の都市、農山漁村等における良好な景観の形成を促進するため、景観計画の策定その他の施策を総合的に講ずることにより、美しく風格のある国土の形成、潤いのある豊かな生活環境創造及び個性的で活力ある地域社会実現を図り、もって国民生活の向上並びに国民経済及び地域社会の健全な発展に寄与することを目的とする」（第1条）。

## 景観行政団体
景観行政団体とは、都道府県、指定都市等、又は都道府県知事と協議して景観行政を実施する市町村を指す。施行1年経った2006年（平成18年）5月の時点で、都道府県・政令指定都市のほかに、121市町村が景観行政団体になった（合計219団体）。

2013年1月時点で、568の市町村（都道府県含む）が景観行政団体に移行している。 

## 制度

### 景観計画
景観計画区域内の建築等に関して届出・勧告による規制を行うとともに、必要な場合に建築物等の形態、色彩、意匠などに関する変更命令を出すことができる。景観計画の策定状況は公表されている。景観計画は、景観行政団体が策定するが、住民が提案をすることができる。
2013年1月時点で、360団体が策定している。
2016年（平成28年）明日の日本を支える観光ビジョン構想会議で、観光地の魅力向上の為に、2020年を目途に原則として全都道府県と全国の半数の市区町村で景観計画を策定する事が目標となった。

### 景観地区

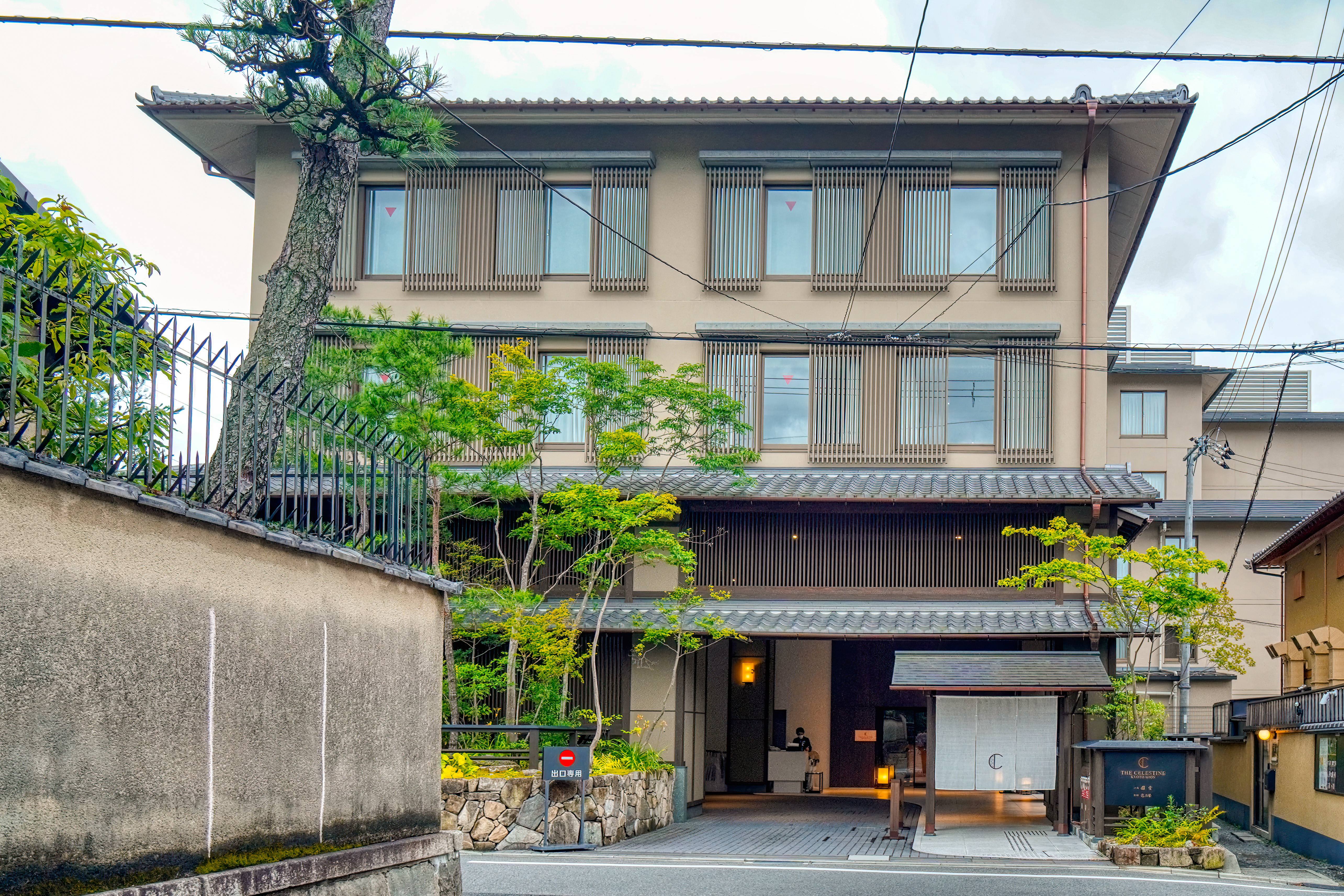
景観地区内で2017年に竣工したホテル（京都市・歴史遺産型美観地区）

景観地区は、都市計画によって街の景観を維持するために定められた補助的地域地区である。都市計画区域及び準都市計画区域内では景観地区を設定することができる。条例を制定することで、その他の地域でも準景観地区を設定することができる。景観地区内の建築物の形態意匠は、都市計画に定められた建築物の形態意匠の制限に適合するものでなければならない。
景観地区内では、建築物のデザインや色、高さなどを多岐にわたり規制することができる。
景観法により、従来の美観地区は廃止された。美観地区が、これまでの良好な景観を維持する目的であったのに対し、景観地区では、これからの良好な景観の形成を図るため設定することができるのが大きな違いである。条例等で景観地区を美観地区と呼ぶことで、美観地区という呼称が残る場合もある。

2013年1月時点で、全国で景観地区が36地区、準景観地区が3地区策定されている。 

### 景観協定
景観計画区域内の土地の所有者等は、景観協定を締結することができる。意匠など地区計画よりも制限できる項目が広い。従来の自治体の条例に基づくものと異なり強制力があり、また協定締結後に区域内の不動産を取得した者も拘束するので、締結当事者のみが拘束される普通の契約（協定）よりも強い効力を持つ。

### 景観重要建造物と景観重要樹木

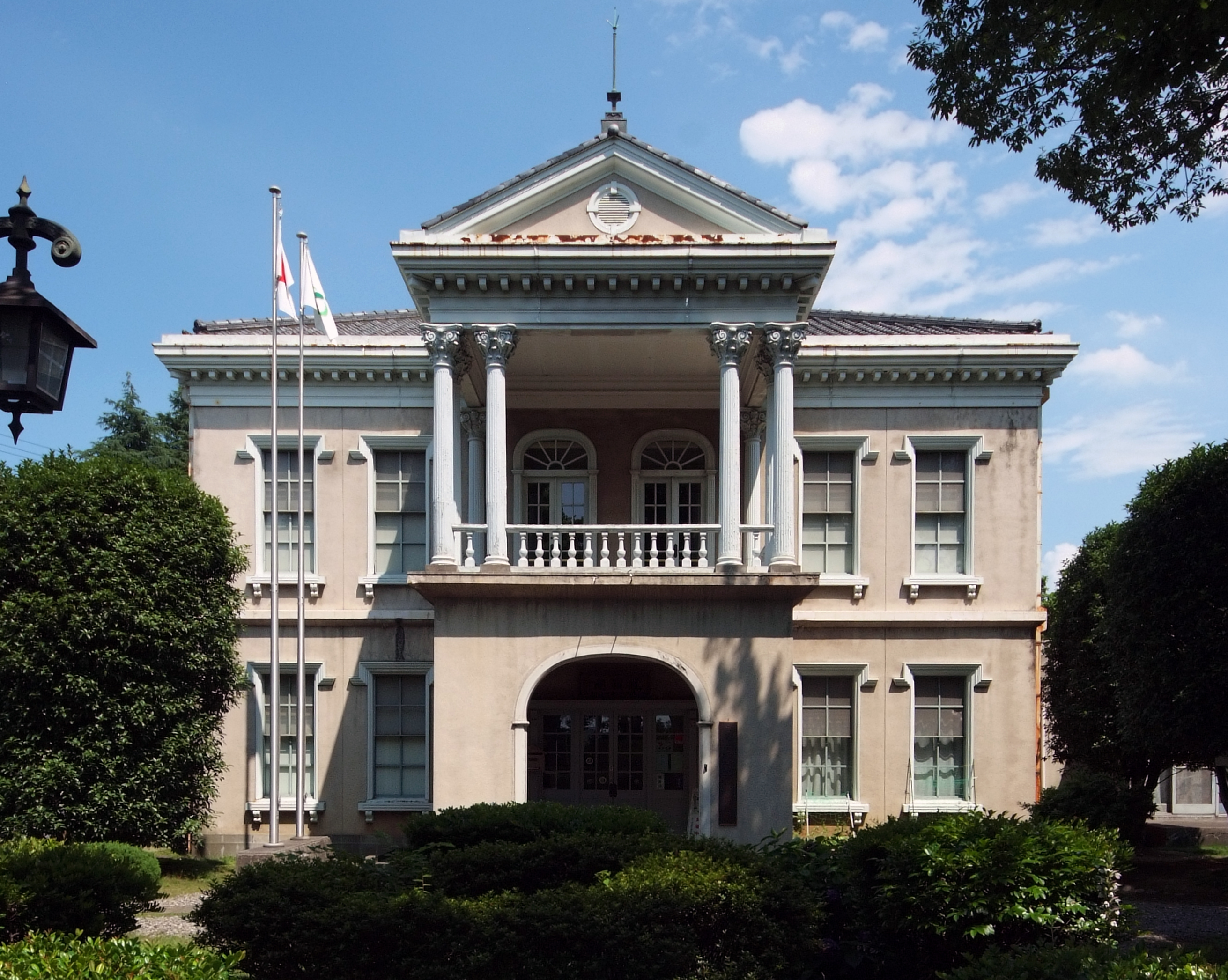
さいたま市立浦和博物館（2022年指定）

景観行政団体は、景観重要建造物や景観重要樹木を指定することができる。地域の歴史・文化を感じさせる景観の形成を目的として指定され、築年数の指定はない。

### 景観整備機構
景観行政団体は、公益法人やNPO法人を景観整備機構として指定することができる。2009年（平成21年）2月1日には、42団体が指定されている。2006年（平成18年）4月現在指定されていた団体は以下の通り。
- 茨城県
  - NPO法人 茨城の暮らしと景観を考える会（2005年〈平成17年〉6月17日指定）
  - （社）茨城県建築士会（2005年〈平成17年〉7月28日指定）
  - （社）茨城県建築士事務所協会（2005年〈平成17年〉9月28日指定）
- 長野県
  - （社）長野県建築士事務所協会（2005年〈平成17年〉10月2日指定）
- 静岡県
  - （社）静岡県建築士事務所協会（2006年〈平成18年〉2月18日指定）
- 京都市
  - （財）京都市景観・まちづくりセンター（2005年〈平成17年〉5月9日指定）

## 景観計画区域
景観計画によって定められる区域。東京都景観計画等、ほとんどの景観計画では計画を策定した自治体の全域が景観計画区域に指定されている。